# ژان سناک
ژان سناک (به فرانسوی: Jean Sénac) شاعر قرن بیستم میلادی فرانسوی‌تبار اهل الجزایر بود.